# フェデリコ・ガルシーア・ロルカ

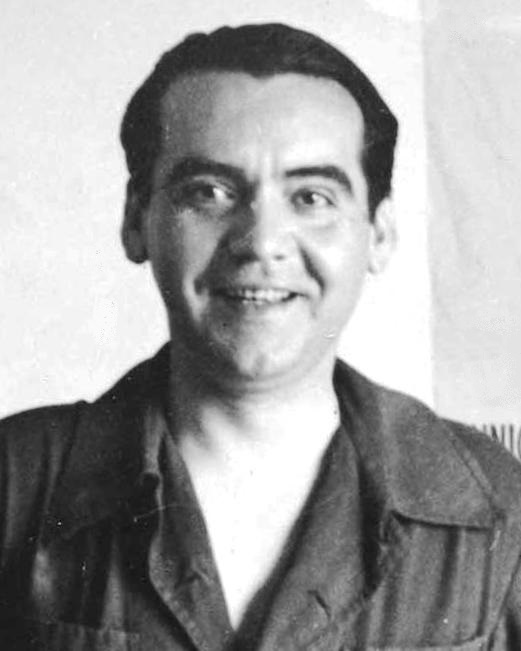
フェデリコ・ガルシーア・ロルカ

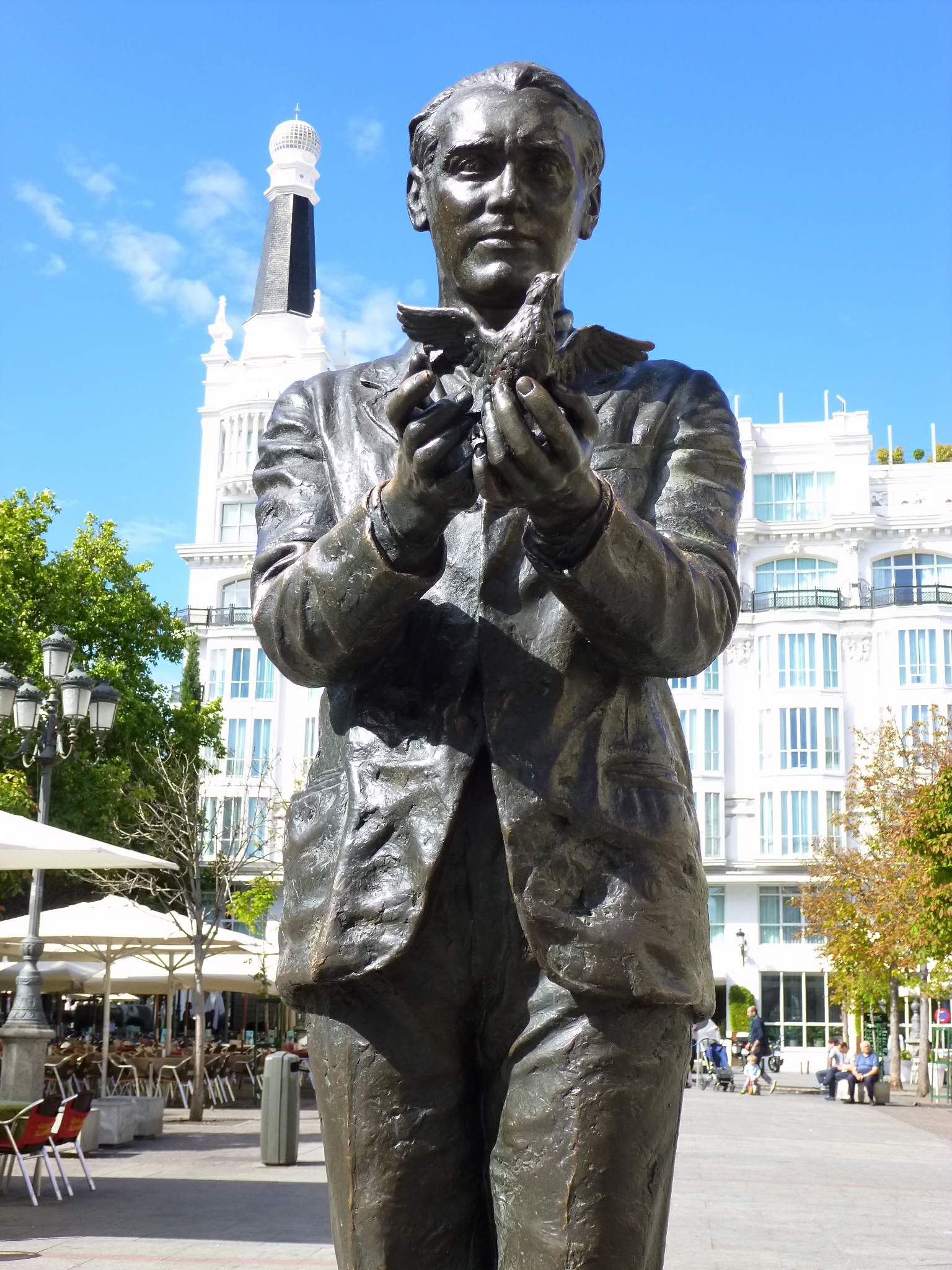
マドリード市サンタ・アナ広場のロルカ像

フェデリーコ・デル・サグラード・コラソン・デ・ヘスス・ガルシーア・ロルカ（Federico del Sagrado Corazón de Jesús García Lorca、1898年6月5日 - 1936年8月19日）は、スペイン・グラナダ県出身の詩人・劇作家。ガルシア・ロルカとも表記される。27年世代のひとり。

## 評価
ロルカは画家サルバドール・ダリや映画監督ルイス・ブニュエル、評論家セバスティア・ガッシュなど様々な親交があった。ダリには詩集を捧げており、彼の妹とも親しかった。その一方で、作品の内容から彼は同性愛者であったと言われている。
アンダルシアのジプシーを詠んだロマンセ（歌）集『ジプシー歌集』が代表作である。（もっとも、アンダルシア人からはこれは実像でないと批判された。作家ボルヘスは彼を「プロのアンダルシア人」と評した）。
日本でも1930年には詩が訳されている。また、戦後になって劇作品が多く紹介・上演された。三島由紀夫も訳書を通じ激賞している。
生きていればノーベル文学賞の受賞も有り得たと評されている。俳優の天本英世がロルカの詩を好んで朗読することで有名であった。
音楽、絵画においても多彩な才能を示したが、そのリベラルな作品と言動のため、スペイン内戦の際にファランヘ党員によって銃殺された。作品の質のみならず、その悲劇的な最期も人気に一役買っていると言われる。

## 経歴
1898年、グラナダ県の村、フエンテ・バケーロスの農場主の家庭に、長男として生まれる。生後二ヶ月で小児麻痺にかかり、以後軽い歩行障害に悩まされるようになる。1909年、イエスの聖心学院入学。家庭ではヴェルディの弟子であったアントニオ・セグーラに音楽を習う。1915年、グラナダ大学の法学部と文学部へ入学。父親はロルカが弁護士になるのを希望していた。
1918年、処女著作『印象と風景』を自費出版。反響はまったくなかった。1920年、マドリードの学生寮に住み、詩の朗読で有名になる。戯曲「蝶の呪い」が初演されるが、失敗に終わる。1921年、詩集『詩の本』を出版。新聞で批評されるなど評判は悪くなかった。1923年、法律の学士号を修得。この頃、ダリと出会っている。
1927年、詩集『歌集』出版。マドリードのゴヤ劇場で最初の戯曲作品『マリアナ・ピネーダ』初演。バルセロナでロルカ素描展開催。1928年、詩集『ジプシー歌集』出版。文壇から絶賛され、名声が一気に高まる。1929年、アメリカ合衆国を訪問。コロンビア大学のSchool of General Studiesに短期留学をした。1930年、ウォール街に強い嫌悪を覚えたロルカはキューバを訪問。現地の芸術家と交流を行い、再びグラナダへ戻る。スペインではプリモ・デ・リベーラ政権が崩壊、第二共和制が成立。
1931年、『カンテ・ホンドの詩』出版。1932年、大学生劇団バラッカを設立。古典劇の普及に努める。1933年、『血の婚礼』初演。大成功を収める。10月にはアルゼンチンを訪問し、熱狂的に迎えられる。1934年、『イェルマ』初演。1935年、前年に牛に突かれた傷がもとで亡くなった闘牛士を悼んだ詩集、「イグナシオ・サンチェス・メヒーアスへの哀悼歌」出版。
1936年、内乱の雰囲気が高まるなか、ロルカはマドリードから故郷グラナダへ戻る。数日後、モロッコでフランコが反乱軍を指揮し本土へ侵攻、スペイン内戦が勃発する。ロルカは友人のファランヘ党員の家へ逃げ込むが、8月16日、友人の留守中に逮捕、県庁舎に連行される。8月19日早朝、グラナダ近郊のビスナルからアルファカールへの途上で三人のレジスタンスたちと共に銃殺された。38歳。
銃殺の折、ロルカは自由を叫びながら毅然と死んでいったという伝説が伝わっているが、当時軍に徴発されており、ロルカ処刑に居合わせたタクシー運転手の老人が後年語ったところによると、ロルカは死の恐怖に怯え、命乞いをしていたという。ダリは親友ロルカ急逝の報を受けて、ただひと言「オレー！」と叫んだと伝えられている。
フランコ政権によってロルカ作品は発禁となった。1953年に厳しく検閲された全作品集（Obras completas）が出版されたが、これには後期の作品の一つが収められていなかった。1975年にフランコ将軍が死去するまで、スペインでロルカを自由に語ることはできなかった。そのため、ロルカ作品の上演、研究はフランスなどのヨーロッパの方が先行していた（参考資料の小海永二はフランス文学者）。
マドリードの広場にはロルカの像が建てられている。2006年、グラナダ空港はロルカの名を関したフェデリコ・ガルシア・ロルカ・グラナダ＝ハエン空港が正式名称となった。

## 主な作品
詩集
- 『ジプシー歌集』（Romancero Gitano, 1928年）
- 『カンテ・ホンドの詩』（Poema del cante jondo, 1931年）

戯曲
- 『血の婚礼』（Bodas de sangre, 1933年）
- 『イェルマ』（Yerma, 1934年）
- 『ベルナルダ・アルバの家』 (La casa de Bernarda Alba, 初演1945年)

## 日本語訳一覧
- 『血の婚礼』 山田肇、天野二郎共訳 未来社 てすぴす叢書 1954年
- 『月とオリーブの歌 詩集』 小海永二訳 国文社 ピポー叢書 1956年
- 『ベルナルダ・アルバの家』 山田肇訳 未来社 てすぴす叢書 1956年
- 『ロルカ選集 第1巻　詩篇』小海永二、羽出庭梟、長谷川四郎、木島始訳、ユリイカ 1958年
- 『ロルカ選集 第2巻　戯曲篇 上』ユリイカ 1958年
「ドン・クリストバル」「老嬢ドニヤ・ロシータ」「ドン・ペリリンプリンとベリサの庭の恋」 ジェームス・グリア、栗林種一、斎藤衛訳、「血の婚礼」小海永二訳
- 『ロルカ選集 第3巻　戯曲篇 下』ユリイカ 1958年
「素晴らしき靴屋の女房」 小海永二訳、「ベルナルダ・アルバの家」 羽出庭梟訳、「評論スペインの子守唄」 永川玲二訳
- 『ロルカ詩集』 小海永二編訳、飯塚書店（世界現代詩集）1961年／「世界の詩集19」角川書店 1972年
- 『世界文学大系 第90　近代劇集』筑摩書房 「ベルナルダ・アルバの家」 会田由訳 1965年
- 『ロルカ詩集』長谷川四郎訳 みすず書房 1967年／土曜社 2020年
- 『世界文学全集 カラー版 別巻 第2巻　現代世界戯曲集』河出書房新社 「イェルマ」 会田由訳 1969年
- 『世界名詩集 26 ヒメーネス、ロルカ「ジプシー歌集」』会田由訳、平凡社、1969年／平凡社ライブラリー、1994年
- 『フェデリコ・ガルシーア・ロルカ』全3巻、訳者代表・荒井正道、牧神社出版 1973年-1975年
- 『優しい恋歌 ロルカ詩集』 小海永二訳、油野誠一画、サンリオ出版 1975年
- 『世界文学全集 29 ロルカ、ピランデルロ』 「血の婚礼」 長南実訳、「イェルマ」 内田吉彦訳 学習研究社 1978年
- 『ロルカ全詩集』 小海永二訳、青土社 1979年
- 『ロルカ戯曲全集 第1巻』 沖積舎 1984年、新版1992年 
「蝶の呪い」 荒井正道訳、「マリアナ・ピネーダ」 長南実訳、「テアトロ・ブレーベ」 大林文彦訳、「すばらしい靴屋の奥さん」 荒井正道訳
- 『ロルカ戯曲全集 第2巻』 沖積舎 1984年、新版1992年
「ドン・ペルリンプリンがお庭でベリーサを愛する話」 高橋正武訳、「ドン・クリストーバルの祭壇装飾絵図」 大林文彦訳、「五年経ったら」 荻内勝之訳、「観客」 大林文彦訳、「血の婚礼」 長南実訳
- 『ロルカ戯曲全集 第3巻』 沖積舎 1985年、新版1992年
「イェルマ」内田吉彦訳、「老嬢ドニャ・ロシータ」牛島信明訳、「ベルナルダ・アルバの家」堀内研二訳、 年譜・書誌
- 『ニューヨークの詩人』 鼓直訳 福武文庫 1990年 - 詩篇
- 『血の婚礼 他二篇 三大悲劇集』 牛島信明訳 岩波文庫 1992年 - 他は「イェルマ」、「ベルナルダ・アルバの家」
- 『組曲集 フェデリコ・ガルシーア・ロルカ未刊詩集』 小海永二訳 舷灯社 1994年
- 『ロルカ像の探求 フェデリコ・ガルシーア・ロルカ新研究』 小海永二訳・解説 舷灯社 1994年
- 『ロルカ詩集』 小海永二訳 土曜美術社「世界現代詩文庫」 1996年
- 『素晴らしい靴屋の女房 ロルカ名作戯曲選』 小海永二訳 竹内書店新社 1997年
- 『ロルカ 「ジプシー歌集」注釈』 小海永二注解 行路社 イスパニア叢書 1998年
- 『対訳タマリット詩集』 平井うらら訳 影書房 2008年
- 『小海永二翻訳撰集3　ガルシーア・ロルカ集』丸善 2008年

## ロルカのテキストに基づく楽曲
- 交響曲第14番（ショスタコーヴィチ、1969年）第1、2楽章
- With a Lily in Your Hand（Three Flower Songs、エリック・ウィテカー、2002年改訂）
- ジプシー歌集 Op. 152（マリオ・カステルヌオーヴォ＝テデスコ、1951年）

## ロルカを扱った作品
映画
- 『ロルカ、暗殺の丘』（1997年）
- 『天才画家ダリ 愛と激情の青春』（2008年）

オペラ
- 『アイナダマール (Ainadamar) 』（タングルウッド音楽祭､2003年初演）[6]

漫画
- 『あたしのフェデリカ』（2015年）

## 参考資料
- イアン・ギブソン『ロルカ』[7] 内田吉彦・本田誠二訳、中央公論社、1997年、ISBN 4120026655
- 小海永二『ガルシーア・ロルカ評伝』 読売新聞社、1981年[8]
- 中丸明『ロルカ―スペインの魂』 集英社新書、2000年、ISBN 978-4087200539
- アルトゥロ・ラモネダ 『ロルカと二七年世代の詩人たち』 鼓直、細野豊訳、土曜美術社出版、2007年、ISBN 978-4812016046
- 岩根圀和『物語 スペインの歴史』 中公新書、2002年 ISBN 4-12-101635-1